# Will You Love Me Tomorrow
Singles de The Shirelles
Tonight's the Night
(1960) Dedicated to the One I Love
(1961)
Will You Love Me Tomorrow (aussi connue sous le titre Will You Still Love Me Tomorrow) est une chanson du groupe féminin américain Shirelles.

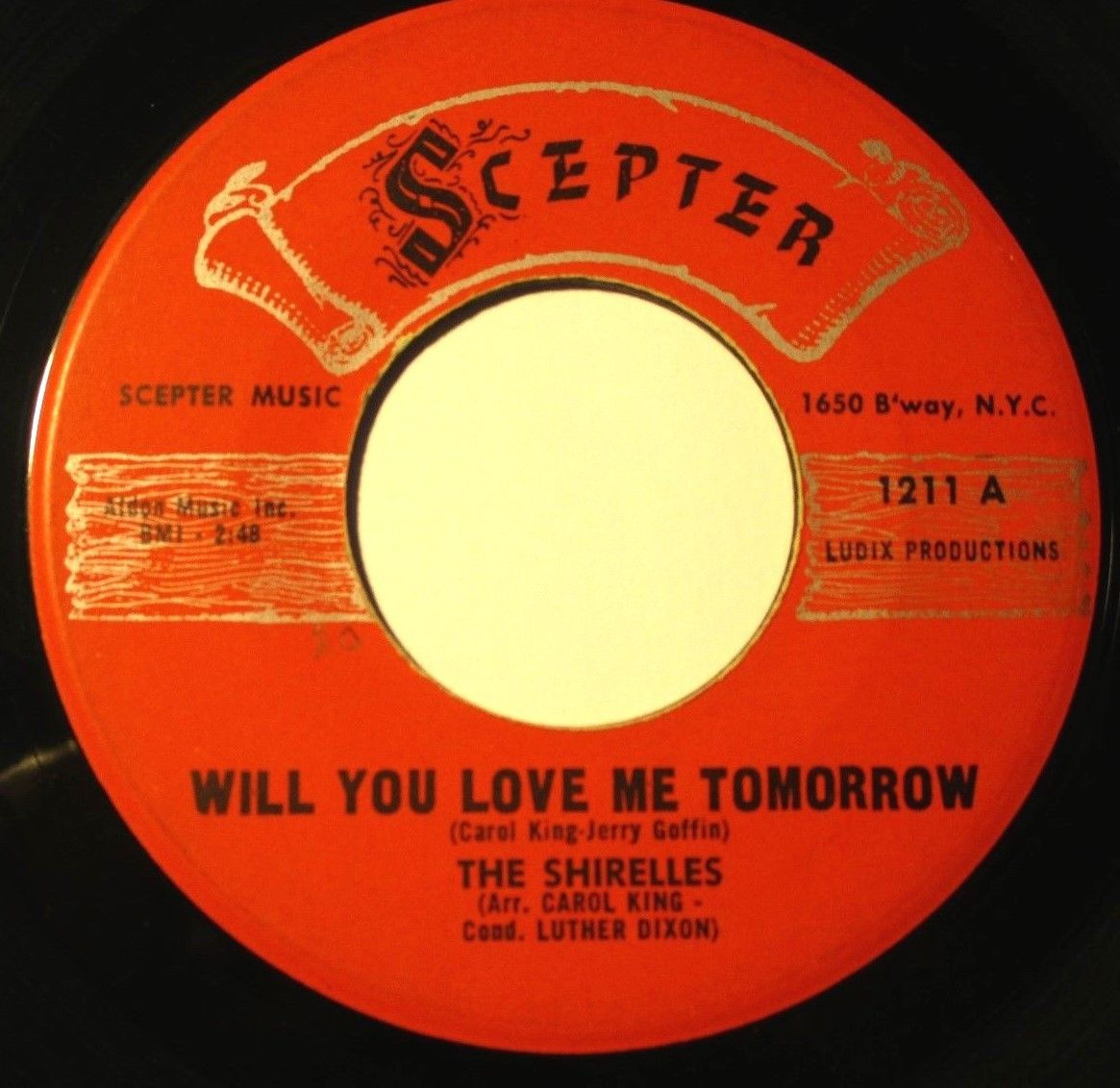
disque de l'album scepter des The Shirelles

Publiée en single (sous le label Scepter Records) en novembre 1960, elle a atteint la 1re place du Hot 100 du magazine musical américain Billboard, passant en tout 19 semaines dans le chart. Elle a été aussi incluse dans l'album Tonight's the Night sorti en décembre de la même année.
Will You Love Me Tomorrow a été reprise au fil des années par de nombreux artistes, notamment par Lesley Gore en 1966 dans son album All About Love et par le groupe The Four Seasons en 1968.
En 2004, Rolling Stone a classé cette chanson, dans la version originale des Shirelles, 125e sur la liste des « 500 plus grandes chansons de tous les temps ». (En 2010, le magazine rock américain a mis à jour sa liste, maintenant la chanson est 126e.)

## Composition
La chanson a été écrite par Gerry Goffin et Carole King. L'enregistrement des Shirelles a été produit par Luther Dixon.